# Park Byung-eun
Park Byung-eun (en hangul, 박병은; RR: Bak Byeong-eun), es un actor y actor teatral surcoreano.

## Biografía
Se especializó en drama en la Universidad Chung-Ang (중앙대학교).

## Carrera
Desde el 2016 es miembro de la agencia C-JeS Entertainment (씨제스엔터테인먼트). Previamente formó parte de la agencia "Bel Actors Entertainment".
El 2 de febrero del 2012 apareció en la película Nameless Gangster: Rules of the Time donde interpretó a Choi Joo-han de adulto, el hijo de Choi Ik-hyun (Choi Min-sik).
El 21 de febrero del 2013 apareció en la película An Ethics Lesson donde dio vida al fotógrafo Lee Ji-hoon.
En abril de 2017 se unió al elenco de la serie Queen of Mystery donde interpretó al genio inspector Woo Seung-ha, quien trabaja sólo debido al hecho de que no confía en nadie y analiza los incidentes con un sentido agudo para resolver sus casos, hasta el final de la serie el 25 de mayo del mismo año. En febrero del 2018 Byung-eun volvió a dar vida a Seung-ha durante la segunda temporada de la serie titulada Queen of Mystery 2, hasta el final de la serie el 19 de abril del mismo año.En octubre del mismo año se unió al elenco de la serie Because This Is My First Life donde dio vida a Ma Song-goo, el CEO de la compañía "Dating Not Marriage" donde trabaja su amigo Nam Se-hee (Lee Min-ki) y el novio de Woo Su-ji (Esom) hasta el final de la serie en noviembre del mismo año.
En abril de 2018 se unió al elenco recurrente de la serie Mistress donde interpretó a Hwang Dong-seok, un chef de un popular programa de comida, así como el esposo de Han Jung-won (Choi Hee-seo).El 13 de junio del mismo año realizó una aparición especial durante el tercer episodio de la exitosa y popular serie What's Wrong with Secretary Kim donde dio vida a Park Byung-heon, la cita a ciegas de Kim Mi-so.El 25 de julio del mismo año se unió al elenco principal de la serie Your Honor donde interpretó a Oh Sang-chul, el heredero del bufete de abogados.
El 20 de marzo de 2019 apareció en la película Jo Pil-ho: The Dawning Rage donde dio vida al fiscal corrupto Nam Sung-sik. En mayo del mismo año se unió al elenco recurrente de la serie Voice 3 (también conocida como "Voice 3: City of Accomplices") donde interpretó a Kaneki Masayuki / Woo Jong-woo, el esposo de Kaneki Yukiko (Yang Ye-seung). En junio del mismo año se unió al elenco de la serie Arthdal Chronicles donde dio vida a Dan-byeok, el habilidoso hijo de San-ung (Kim Eui-sung) y el medio hermano menor de Ta-gon (Jang Dong-gun), así como el actual general de las fuerzas de guardia de Arthdal.
En mayo del 2020 se unió al elenco recurrente de la segunda temporada de la serie Kingdom donde interpretó a Min Chi-rok, el jefe de la comandancia real y un arquero experto que sospecha de la Reina (Kim Hye-jun).El 13 de mayo del mismo año se unió al elenco principal de la serie Oh, mi bebé, donde dio vida a Yoon Jae-young, un experto en pediatría y amigo cercano de Jang Ha-ri (Jang Na-ra) de quien está enamorado, hasta el final de la serie el 2 de julio del mismo año.
En enero de 2021 se anunció que se encontraba en pláticas para unirse al elenco principal de la película Decibel, de aceptar podría interpretar a Cha Young-han, un miembro del Comando de Apoyo a la Seguridad de la Defensa.El 23 de julio del mismo año se unió al elenco principal del spin-off del Kingdom titulado Kingdom: Ashin of the North donde volvió a dar vida a Min Chi-rok.En septiembre del mismo año se unió al elenco principal de la serie Lost (también conocida como "Disqualified from Being Human" o "No Longer Human"), donde interpretó a Jung-soo, el esposo de Boo-jung (Jeon Do-yeon), un oficinista al que no le importa el estado del trabajo o las personas.
En abril de 2022 se unirá al elenco principal de la serie Eve, donde dará vida a Kang Yoon-gyeom, un director ejecutivo del grupo empresarial número uno en el mundo financiero.

## Filmografía

### Series de televisión
| Año  | Título                                                             | Personaje                      | Notas                | Ref.          |
| ---- | ------------------------------------------------------------------ | ------------------------------ | -------------------- | ------------- |
| 2000 | Mr. Duke (신 귀공자)                                               | —                              |                      |               |
| 2004 | If You Only Knew                                                   | —                              |                      |               |
| 2004 | My Lovely Family                                                   | —                              |                      |               |
| 2006 | Who Lives in the House? (그 집엔 누가 사나요?)                     | —                              | MBC Best Theater     |               |
| 2006 | Shining All About (반짝반짝 빛나는)                                | —                              | Drama City           |               |
| 2007 | Cho Yong Pil in Our Memories (우리들의 조용필 님)                  | —                              | Drama City           |               |
| 2007 | Blue Fish (푸른 물고기)                                            | —                              |                      |               |
| 2010 | Road No. 1                                                         | Han Young-min                  |                      |               |
| 2011 | The Houseguest and My Mother                                       | Young-hoo                      | 1 episodio           |               |
| 2013 | Special Affairs Team TEN (Ten 2)                                   | —                              |                      |               |
| 2014 | Monster                                                            | Jin-wook                       | Drama Special, 1 ep. |               |
| 2014 | Golden Cross                                                       | Gil Sang-joon                  |                      |               |
| 2016 | Noodle House Girl                                                  | Jin-woo                        | Drama Special, 1 ep. |               |
| 2017 | Woman with a Suitcase                                              | Fiscal Kang                    |                      |               |
| 2017 | Queen of Mystery                                                   | Insp. Woo Seung-ha             |                      |               |
| 2017 | Because This Is My First Life                                      | Ma Sang-koo                    | 16 episodios         | [ 26 ]        |
| 2017 | Children of the 20th Century                                       | —                              |                      |               |
| 2018 | Queen of Mystery 2                                                 | Insp. Woo Seung-ha             |                      | [ 27 ]        |
| 2018 | Mistress                                                           | Hwang Dong-seok                |                      |               |
| 2018 | What's Wrong with Secretary Kim                                    | Park Byung-heon                | Ep. 3                |               |
| 2018 | Your Honor                                                         | Oh Sang-cheol                  | 32 episodios         |               |
| 2019 | Voice 3                                                            | Kaneki Masayuki / Woo Jong-woo |                      |               |
| 2019 | Arthdal Chronicles Part 1: The Children of Prophecy                | Dan-byuk                       |                      | [ 28 ]        |
| 2019 | Arthdal Chronicles Part 2: The Sky Turning Inside Out, Rising Land | Dan-byuk                       |                      |               |
| 2019 | Arthdal Chronicles Part 3: The Prelude To All Legends              | Dan-byuk                       |                      |               |
| 2020 | Kingdom                                                            | Min Chi-rok                    |                      | [ 29 ]        |
| 2020 | Oh, mi bebé                                                        | Yoon Jae-young                 | 16 episodios         | [ 20 ] [ 30 ] |
| 2021 | Voice 4                                                            | Kaneki Masayuki / Woo Jong-woo | Ep. 1 (flashback)    |               |
| 2021 | Kingdom: Ashin of the North                                        | Min Chi-rok                    | 1 episodio           |               |
| 2021 | Lost                                                               | Jin Jung-soo                   |                      | [ 31 ]        |
| 2022 | Eve                                                                | Kang Yoon-kyum                 |                      |               |
| 2022 | Alquimia de almas                                                  | Ko Sung                        |                      | [ 32 ]        |
| 2023 | Moving                                                             | Ma Sang-koo                    |                      | [ 33 ]        |
| 2025 | Hyper Knife                                                        | Han Hyun-ho                    |                      | [ 34 ]        |
| 2025 | Querido Hongrang                                                   | Shim Yeol-guk                  |                      | [ 35 ] [ 36 ] |

### Películas
| Año  | Título                               | Personaje                | Notas                                                                                     | Ref.                 |
| ---- | ------------------------------------ | ------------------------ | ----------------------------------------------------------------------------------------- | -------------------- |
| 2002 | Sex Is Zero                          | Amigo de Sang-ok         | junto a Im Chan-jeong, Ha Ji-won, Yoo Chae-yeong, Jin Ja-yeong y Choi Seon-gook           |                      |
| 2004 | Spin Kick                            | -                        |                                                                                           |                      |
| 2005 | Princess Aurora                      | Cliente                  | junto a Uhm Jung-hwa, Moon Sung-keun, Kwon Oh-joong, Choi Jong-won y Hyun Young           |                      |
| 2006 | I'm a Cyborg, But That's OK          | Kim Jun-beom             | junto a Rain, Im Soo-jung, Choi Hee-jin, Lee Yong-nyeo y Yoo Ho-jeong                     |                      |
| 2007 | Texture of Skin                      | -                        | junto a Kim Yun-tae, Kim Ju-ryeong, Lee Dae-yeon y Yoon Ki-won                            |                      |
| 2007 | Beautiful Sunday                     | Detective Min            | junto a Park Yong-woo, Namkoong Min, Min Ji-hye, Lee Ki-young y Oh Jung-se                |                      |
| 2008 | Breathless                           | Cliente del Restaurante  | junto a Kim Kkot-bi, Yang Ik-jun, Jung Man-sik, Lee Hwan y Oh Jung-se                     |                      |
| 2009 | Marine Boy                           | Ji-ho                    | junto a Kim Kang-woo, Cho Jae-hyun, Park Si-yeon, Jo Jae-yoon y Oh Kwang-rok              |                      |
| 2009 | The Pit and the Pendulum Pit         | Byeong-tae               | junto a Lee Je-hoon, Kim Tae-hoon, Lee Hwa-ryong, Lee Jong-pil y Lee Hee-joon             |                      |
| 2009 | How to Live on Earth                 | Yeon-woo                 | junto a Jang So-yeon, Park Seon-woo, Jo Shi-nae, Kim Ji-hoon y Cha Soon-bae               |                      |
| 2010 | Parallel Life                        | Seo Jeong-woon           | junto a Ji Jin-hee, Oh Ji-eun, Park Geun-hyung, Ban Min-jung, Ha Jung-woo y Lee Jong-hyuk |                      |
| 2010 | The Influence                        | "Odd-eye"                | junto a Lee Byung-hun, Han Chae-young, Cho Jae-hyun, Lee Je-hoon y Kim Tae-woo            |                      |
| 2010 | The Yellow Sea                       | Empleado del Banco       | junto a Ha Jung-woo, Kim Yoon-seok, Jo Sung-ha, Lee Chul-min, Kwak Do-won y Lee El        |                      |
| 2011 | Children...                          | Kim Joo-hwan             | junto a Park Yong-woo, Ryu Seung-ryong, Sung Dong-il, Sung Ji-ru y Kim Yeo-jin            |                      |
| 2012 | Nameless Gangster: Rules of the Time | Choi Joo-han (de adulto) | junto a Choi Min-sik, Ha Jung-woo, Cho Jin-woong, Kwak Do-won y Ma Dong-seok              |                      |
| 2012 | A Millionaire On The Run             | Hombre en el Motel       | junto a J.Y. Park, Min Hyo-rin, Cho Jin-woong, Lee Geung-young y Jo Sung-ha               |                      |
| 2013 | An Ethics Lesson                     | Lee Ji-hoon              | junto a Lee Je-hoon, Cho Jin-woong, Kim Tae-hoon, Moon So-ri y Ko Sung-hee                |                      |
| 2013 | Very Ordinary Couple                 | Mr. Min                  | junto a Kim Min-hee, Lee Min-ki, Ha Yeon-soo, Ra Mi-ran y Choi Moo-sung                   |                      |
| 2013 | Red Family                           | Padre de Chang-soo       | junto a Kim Yoo-mi, Jung Woo, Son Byung-ho, Kang Eun-jin y Oh Jae-moo                     |                      |
| 2014 | Monster                              | Kwang-soo                | junto a Lee Min-ki, Kim Go-eun, Ahn Seo-hyun, Kim Bo-ra y Kim Roi-ha                      |                      |
| 2014 | No Tears for the Dead                | aHa Yoon-gook            | junto a Jang Dong-gun, Kim Min-hee, Brian Tee, Kim Hee-won, Byun Yo-han y Jang In-sub     |                      |
| 2014 | The Royal Tailor                     | Difunto Rey Gyeongjong   | junto a Han Suk-kyu, Go Soo, Park Shin-hye, Yoo Yeon-seok y Ma Dong-seok                  |                      |
| 2015 | The Wicked Are Alive                 | Han Byeong-do            | junto a Han Soo-yeon, Kim Bup-rae, Kim Hong-pa, Jeon Ah-min e Im Jung-woon                |                      |
| 2015 | Assassination                        | Kawaguchi Shunsuke       | junto a Jun Ji-hyun, Lee Jung-jae, Ha Jung-woo, Oh Dal-su y Choi Deok-moon                |                      |
| 2015 | A Dramatic Night                     | Joon-suk                 | junto a Yoon Kye-sang, Han Ye-ri, Park Hyo-joo, Jung Soo-young y Kim Eui-sung             |                      |
| 2016 | A Man and a Woman                    | Ahn Jae-suk              | junto a Jeon Do-yeon, Gong Yoo, Lee Mi-so, Park Min-ji y Yoon Se-ah                       |                      |
| 2016 | The Hunt                             | Kwak Jong-pi             | junto a Cho Jin-woong, Ahn Sung-ki, Son Hyun-joo, Kwon Yul y Han Ye-ri                    |                      |
| 2017 | One Line                             | Ji-won                   | junto a Im Si-wan, Jin Goo, Lee Dong-hwi, Kim Sun-young, Ahn Se-ha y Kim Hong-pa          |                      |
| 2017 | The Mayor                            | Staff de Byeon Jong-gu   | junto a Choi Min-sik, Kwak Do-won, Shim Eun-kyung, Moon So-ri, Ra Mi-ran y Ryu Hye-young  |                      |
| 2017 | The Return                           | Jeong-hwan               | junto a Kim Yu-seok, Son Soo-hyun, Ri Woo-jin y Jung Yeon-shim                            |                      |
| 2018 | Illang: The Wolf Brigade             | Park Hwan-ryul           | junto a Gang Dong-won, Han Hyo-joo, Jung Woo-sung, Kim Mu-yeol y Choi Min-ho              |                      |
| 2018 | The Great Battle                     | Poong                    | junto a Jo In-sung, Nam Joo-hyuk, Bae Seong-woo, Uhm Tae-goo y Kim Seol-hyun              |                      |
| 2019 | Jo Pil-ho: el despertar de la ira    | Nam Sung-sik             | junto a Lee Sun-kyun, Jeon So-nee, Park Hae-joon, Song Young-chang y Jung Ga-ram          | [ 37 ]               |
| 2021 | Seo Bok                              | Shin Hak-seon            | junto a Gong Yoo, Park Bo-gum, Jo Woo-jin y Jang Young-nam                                |                      |
| 2022 | Decibel                              | Seguridad de Defensa     | junto a Kim Rae-won, Lee Jong-suk, Jung Sang-hoon, Lee Sang-hee y Cha Eun-woo             | [ 38 ]               |
| 2022 | In Our Prime                         | Kim Geun-ho              | junto a Choi Min-sik, Kim Dong-hwi y Park Hae-joon.                                       | [ 39 ]               |
| 2023 | The Moon                             | Jeong Min-gyu            | junto a Sol Kyung-gu, Do Kyung-soo y Kim Hee-ae                                           | [ 40 ] [ 41 ]        |
| 2024 | Citizen of a Kind                    | Park Hyung-sa            | junto a Ra Mi-ran, Gong Myung, Yeom Hye-ran, Lee Moo-saeng, Jin Hee-kyung y Sung Hyuk     | [ 42 ] [ 43 ] [ 44 ] |
| 2024 | Dirty Money                          | -                        | junto a Jung Woo, Kim Dae-myung, Jo Hyun-chul, Jung Hae-kyun y Yoo Tae-o                  |                      |

### Aparición en programas de variedades
| Año         | Título                                   | Notas                         | Ref.   |
| ----------- | ---------------------------------------- | ----------------------------- | ------ |
| 2007        | 자유여행                                 |                               |        |
| 2007        | 욜로랄라                                 |                               |        |
| 2017        | Life Bar                                 | (ep. 17) - invitado           |        |
| 2015, 2018  | Radio Star                               | (ep. 448, 582-583) - invitado | [ 45 ] |
| 2019        | Hangout with Yoo (놀면 뭐하니?)          | (ep. 1-2) - invitado          |        |
| 2019        | Because I Want to Talk (Wook Talk)       | (ep. 2) - invitado            |        |
| 2019 - 2020 | The Fishermen and the City 2             | (ep. 1-4) - invitado          |        |
| 2021,       | Unexpected Business (Boss by Chance)     | (ep. 5-7) - invitado          | [ 46 ] |
| 2022        | Unexpected Business 2 (Boss by Chance 2) | invitado                      | [ 47 ] |

### Presentador
| Año  | Evento                      | Notas                    |
| ---- | --------------------------- | ------------------------ |
| 2018 | The 27th Seoul Music Awards | presentador de categoría |

### Teatro
| Año | Evento                   | Personaje | Notas |
| --- | ------------------------ | --------- | ----- |
| -   | 마하고니시의 번영과 몰락 | -         |       |
| -   | 굿닥터                   | -         |       |

### Anuncios
| Año | Evento        | Notas |
| --- | ------------- | ----- |
| -   | Levi's        |       |
| -   | Central City  |       |
| -   | Never Stop    |       |
| -   | National Card |       |